# Golpe de Estado en Haití de junio de 1988
El Golpe de Estado en Haití de junio de 1988 tuvo lugar el 20 de junio de 1988, cuando el General Henri Namphy derrocó al presidente constitucional Leslie Manigat. Manigat, que había ganado las elecciones presidenciales haitianas controladas por los militares en enero de 1988, había asumido el cargo el 7 de febrero.

## Desarrollo
El 14 de junio de 1988, Henri Namphy (por entonces Comandante en Jefe de las Fuerzas Armadas de Haití) realizó una serie de reasignaciones militares, incluido el traslado del coronel Jean-Claude Paul al cuartel general del ejército y su nombramiento como jefe adjunto del Estado Mayor. Paul telefoneó al presidente Leslie Manigat para protestar por la medida, y al día siguiente Manigat emitió una declaración cancelando los cambios, y diciendo que él, como jefe constitucional del ejército, no había sido consultado. El 19 de junio, Manigat destituyó a Namphy y le acusó de haber estado preparando un golpe. El 20 de junio, Namphy derrocó a Manigat mediante un golpe de Estado, y se declaró presidente con el Coronel Jean-Claude Paul a su lado.
El golpe de Estado fue seguido meses después por el golpe de Estado de septiembre de 1988, en el que Prosper Avril derrocó a Henri Namphy.